# الصحة العقلية في كوريا الجنوبية
على مدار العقود القليلة الماضية، أصبحت الصحة النفسية قضية صحية متزايدة الخطورة في كوريا الجنوبية. ووجد مسح أجرته وزارة الصحة والرعاية الاجتماعية عام 2021 أن 32.7% من الذكور و22.9% من الإناث في كوريا الجنوبية ظهرت لديهم أعراض مرض نفسي مرة واحدة على الأقل في حياتهم. وتُعدّ حالات الانتحار في كوريا الجنوبية السبب الأكثر شيوعًا للوفاة بين الأشخاص الذين تتراوح أعمارهم بين 9 إلى 24 عامًا. وتُعدّ مشاكل الصحة النفسية أكثر شيوعًا بين كبار السن والمراهقين.
منذ أواخر التسعينيات، بدأت كوريا الجنوبية في سنّ سياسات لمعالجة تحديات الصحة النفسية المجتمعية. وقد زادت هذه الجهود في أواخر العقد الأول من القرن الحادي والعشرين والعقد الثاني، ولكن تشير العديد من الدراسات إلى أنها لم تؤدِّ إلى تقليص ملحوظ في انتشار هذه المشكلات. وتتمثل إحدى التحديات الكبرى في أن هذه الجهود لا يتم الاستفادة منها بشكل كافٍ. وقد طُرحت عدة تفسيرات لهذا النقص في الاستخدام، منها الوصمة الاجتماعية المرتبطة بالخوف من فقدان "الوجه" وفقًا للقيم الكونفوشيوسية الكورية، وعدم فهم أعراض المرض النفسي، وانخفاض الوعي بالموارد المتاحة.
قبل أواخر القرن التاسع عشر، كان تقديم الرعاية الطبية يتم غالبًا من خلال الطب الكوري التقليدي والطب الشاماني الكوري. وقد تم إدخال الطب الغربي إلى كوريا الجنوبية لأول مرة من قبل أطباء مبشرين خلال أواخر فترة جوسون وإمبراطورية كوريا. وخلال فترة الاستعمار الياباني من 1910 إلى 1945، كانت الحكومة اليابانية ترعى المستشفيات النفسية. كما عملت مستشفيات الإرساليات التبشيرية في تلك الفترة.
في التسعينيات، أدت الأزمة المالية الآسيوية إلى زيادة حادة في الأمراض النفسية والانتحار في كوريا الجنوبية، وكذلك في معظم الدول الآسيوية الأخرى التي تأثرت بالركود الاقتصادي.
وقد أظهرت عدة دراسات أن جائحة كوفيد-19 المستمرة منذ سنة 2019 قد ساهمت عالميًا في تفاقم مشكلات الصحة النفسية.
وفي سنة 2021، وجدت دراسة أجرتها وزارة الصحة والرعاية الاجتماعية أن 32.7% من الذكور و22.9% من الإناث في كوريا الجنوبية ظهرت لديهم أعراض مرض نفسي مرة واحدة على الأقل في حياتهم.

## الوصف

### الاكتئاب
في سنة 2001، قُدِّر أن ما بين 3 و4.2% من سكان كوريا الجنوبية يعانون من اضطراب اكتئابي حاد كما هو محدد في DSM-IV، وهو رقم في ازدياد مستمر.
وفي سنة 2011، كانت النسبة التقديرية للأشخاص المصابين بالاكتئاب المشخص 6.7%. النساء، المدخنون، العاملون بنظام الورديات، الأشخاص ذوو الصحة الضعيفة، الذين يمارسون الرياضة في المساء، الذين يعتبرون حياتهم مرهقة، والنحيفون، كانوا أكثر عرضة للإصابة بالاكتئاب الحاد.
ويُعتقد أن أحد أسباب ارتفاع هذه النسبة خلال العقد الماضي هو انخفاض معدل الوصول إلى خدمات الرعاية الصحية المتعلقة بالاكتئاب. وقد أفاد تقرير بأن معدل العلاج السنوي المتوسط للاكتئاب بلغ 39.2%. ومن بين الأشخاص الذين تم تشخيصهم بالاكتئاب، يسعى 16.0% فقط للحصول على العلاج. ومن بين الذين يطلبون العلاج، يُرجَّح أن يخضع الأفراد الحاصلون على تعليم جامعي للعلاج بنسبة 16.0% مقارنة بمن لا يملكون تعليمًا. وقد ثبت وجود ارتباط بين مستوى التعليم والسعي للعلاج من الاكتئاب؛ فكلما زاد التعليم، زاد التعرض للمعلومات الصحية والاستجابة النشطة لها. كما أن الأشخاص الذين تزيد أعمارهم عن 70 عامًا هم أقل احتمالًا للحصول على استشارة اكتئاب من أولئك الذين تتراوح أعمارهم بين 19 و29 عامًا.

### اضطراب تعاطي الكحول
بالمقارنة مع دول شرق آسيا الأخرى والولايات المتحدة، فإن اضطراب تعاطي الكحول أكثر انتشارًا في كوريا، واحتمالية تلقي العلاج أقل بأربع مرات.
ووجد مسح كوريا الوطني للصحة والتغذية لسنة 2009 أن أقل من 2% من الأشخاص المصابين باضطراب تعاطي الكحول تلقوا أي نوع من العلاج أو التدخل المهني.
وقد وجد كيه-سونغ لي في دراسة أجريت سنة 2013 أن ما يقرب من 7% من الكوريين الجنوبيين يعانون من اضطراب تعاطي الكحول، وهي أعلى نسبة بين جميع دول العالم.
ويشرب الكوريون الجنوبيون كحولًا أكثر من حيث الحجم للفرد مقارنة بأي دولة أخرى في العالم، إذ يستهلكون ضعف كمية الكحول و1.5 مرة أكثر من الكحول القوي مقارنة بالروس، وهم ثاني أكبر المستهلكين. ويزيد انتشار اضطراب تعاطي الكحول بسبب توقعات العمل، حيث يُتوقع من رجال الأعمال شرب كميات كبيرة من الكحول مع زملائهم بعد العمل. بالإضافة إلى ذلك، يُنظر إلى شرب الكحول كوسيلة للتواصل مع الأصدقاء والزملاء، كما يُعتبر وسيلة لتخفيف التوتر.

### أمراض نفسية أخرى
وجد ماينغ-جيه تشو وآخرون أن أكثر من ثلث سكان كوريا الجنوبية قد عانوا من اضطراب نفسي في مرحلة ما من حياتهم، وأن أكثر من خمسهم قد مرّوا باضطراب خلال السنة السابقة. ويعاني 17% من السكان من الأرق، وهي نسبة مشابهة لنسبة الأرق في الولايات المتحدة. ويعاني 6.6% من الكوريين من اضطراب الاعتماد على النيكوتين، و2% من اضطراب مزاجي، و5.2% من اضطراب قلق، وجميعها أقل انتشارًا مقارنة بالأمريكيين.
ويُعد اضطراب ما بعد الصدمة شائعًا بشكل خاص بين اللاجئين القادمين من كوريا الشمالية والذين يعيشون في كوريا الجنوبية. ففي دراسة أجراها جيون وآخرون سنة 2005، وُجد أن 29.5% من لاجئي كوريا الشمالية يعانون من اضطراب ما بعد الصدمة. وقد وُجدت نسبة أعلى بين اللاجئات مقارنة باللاجئين الذكور.

### الانتحار
من سنة 2011 حتى 2023، كان الانتحار السبب الرئيسي للوفاة بين الأشخاص الذين تتراوح أعمارهم بين 9 إلى 24 عامًا. في سنة 2013، بلغ معدل الانتحار في كوريا الجنوبية 29.1 لكل 100,000 شخص، بانخفاض عن 33.3 لكل 100,000 في سنة 2011، لكنه لا يزال أكثر من ضعف متوسط منظمة التعاون والتنمية الاقتصادية.
وبين عامي 2000 و2011، تضاعف معدل الانتحار في كوريا الجنوبية، بعكس الاتجاه العالمي الذي شهد انخفاضًا مستمرًا في معدلات الانتحار. وفي سنة 2017، أُبلغ أن كوريا الجنوبية كانت في المرتبة الثانية عشرة عالميًا من حيث معدل الانتحار (والرابعة في حالات النساء)، كما كانت الأعلى بين دول منظمة التعاون والتنمية الاقتصادية. وفي سنة 2019، ذكرت المنظمة أن معدل الانتحار بلغ 24.6 لكل 100,000 نسمة، وهو انخفاض مقارنة بالسنوات السابقة، لكنه لا يزال أعلى من مثيله في دول مثل الولايات المتحدة، كندا، السويد، وغيرها. وقد يكون هذا الارتفاع مرتبطًا بالوضع الاقتصادي للكوريين الجنوبيين، إذ ارتبطت معدلات الانتحار تاريخيًا بفترات الشدة الاقتصادية.

## التركيبة السكانية

### كبار السن
يتراوح احتمال إصابة من هم فوق 65 عامًا بالاكتئاب بين 17.8% و27.9%، وهو أعلى بكثير من المعدلات في دول أخرى. وتشمل العوامل المرتبطة بالاكتئاب في سن الشيخوخة في كوريا: العيش بمفردهم، التدخين، الصعوبات المالية، والإعاقة الذهنية. وقد يكون ارتفاع الاكتئاب لدى كبار السن نتيجة شيخوخة السكان السريعة وانهيار تقليد رعاية الأبناء لوالديهم المُسنّين.
كما أن خدمات الحكومة الاجتماعية للمسنين، مثل "قانون رعاية المسنين"، غير كافية لتلبية احتياجات هذا العدد المتزايد، مما يسهم في انتشار الأمراض النفسية في هذه الفئة.
ومن بين عينة من كبار السن الكوريين المقيمين في الولايات المتحدة، وُجد أن 34% منهم يعانون من الاكتئاب، وأقل من خُمسهم فقط سبق أن زاروا مختصًا نفسيًا. وقد أظهرت الأغلبية منهم نظرة سلبية تجاه خدمات الصحة النفسية.

### المراهقون
اقترحت دراسة أجريت سنة 2006 وجود اختلافات بين الجنسين في العوامل المؤدية إلى التفكير الانتحاري بين شباب كوريا، إذ شملت العوامل الرئيسية للفتيات: التنمر، الميول الجنسية، الاكتئاب، تدني احترام الذات، والعدوانية. أما الذكور، فكانت: محاولات انتحار سابقة، إدمان الكحول لدى أحد الوالدين، التدخين، العدوانية، وتدني احترام الذات.
وقد وُجد أن أكثر من 10% من مراهقي سيئول معرضون بدرجة عالية لاضطراب إدمان الإنترنت. ويرتبط إدمان الإنترنت بعوامل أسرية مثل الإساءة للطفل وأسلوب التربية القاسي. كما يرتبط الاكتئاب واضطراب الوسواس القهري بإدمان الإنترنت لدى المراهقين.
وأشارت دراسة من سنة 2009 إلى أن أحد أسباب انتشار إدمان الإنترنت بين المراهقين في سيئول هو كثرة استخدامهم للإنترنت في ألعاب الفيديو. ففي صفوف الذكور بالمرحلة الإعدادية، صرح 67% أن ألعاب الإنترنت هي الاستخدام الأساسي، وفي المرحلة الثانوية 44.8%. أما الفتيات فذكرت 23% أنهن يستخدمن الإنترنت للتدوين أو تحديث الصفحات الشخصية، و23.9% من فتيات المرحلة الثانوية صرحن أنهن يستخدمنه للبحث عن المعلومات. ويرجع سبب تعرض الذكور أكثر لإدمان الإنترنت إلى ظاهرة "محلات الإنترنت" المعروفة باسم بي سي بانجز، والتي يتردد عليها غالبًا الذكور من منتصف سن المراهقة حتى أواخر العشرينيات.

## العلاج والتدابير المقابلة
أقرت الحكومة الكورية الجنوبية قانون الصحة النفسية سنة 1995. وساهم هذا القانون في توسيع عدد المستشفيات النفسية الوطنية ومراكز الصحة النفسية المجتمعية بهدف جعل الرعاية النفسية أكثر سهولة للمجتمعات المحلية. إلا أن هذا القانون جعل أيضًا من السهل تنفيذ حالات الإدخال القسري إلى المستشفيات. كما أن قانون الحماية الطبية وقانون رعاية المعوقين الصادران سنة 1999 يهدفان لحماية حقوق الأشخاص ذوي الإعاقة، وقد أصبح المرضى النفسيون مشمولين بهذه القوانين منذ سنة 2000.
وفي سنة 2005، أفيد أن الحكومة الكورية لم تخصص رسميًا أي تمويل للرعاية النفسية في الموازنة الوطنية. وفي سنة 2011، ذُكر أن الإنفاق العام على الرعاية النفسية كان منخفضًا، بنسبة 3% فقط من إجمالي الإنفاق الصحي، وغالبية هذا المبلغ كانت تُوجه إلى المستشفيات النفسية الداخلية، رغم أن معظم المرضى يتلقون علاجهم في مرافق خارجية.
يحظر القانون الكوري الجنوبي التمييز في مكان العمل على أساس الحالات النفسية، لكن تقريرًا صدر في سنة 2011 أفاد بأن التمييز لا يزال قائمًا بسبب ضعف تطبيق هذا القانون.
في سنة 2012، بدأت المدارس الكورية الجنوبية بتنفيذ اختبارات سنوية لفحص الصحة النفسية للطلاب، تُعرف باسم "اختبار السمات العاطفية والسلوكية للطلاب"، كما بدأت المدارس أيضًا برامج توعية وعلاج نفسي للمراهقين.
وفي سنة 2017، تم تعديل قانون الصحة النفسية لحماية الحقوق والحريات الفردية للأشخاص الذين يُدخَلون إلى المستشفيات النفسية الداخلية.
في سنة 2019، بلغت ميزانية الصحة النفسية في كوريا الجنوبية 253.4 مليون دولار أمريكي: منها 90.3 مليون من الصندوق العام، و63.8 مليون من "صندوق تعزيز الصحة الوطنية"، و97.3 مليون من "الحساب الخاص للمستشفيات النفسية الوطنية". أما في سنة 2020، فقد خُصص 301 مليار وون كوري في الموازنة الوطنية للصحة النفسية، وهو ما يمثل زيادة بنسبة 49.5% عن موازنة سنة 2017 للعلاج النفسي.

### الفعالية
شكّك البعض في مدى فعالية البنية التحتية للرعاية الصحية النفسية في كوريا الجنوبية، إذ كان متوسط مدة الإقامة في المستشفيات النفسية في الدول الأعضاء في منظمة التعاون والتنمية الاقتصادية أقل من ربع المدة في كوريا الجنوبية سنة 2011. كما طُرحت تساؤلات حول مدى فعالية أساليب العلاج النفسي في المستشفيات الكورية مقارنةً بالدول الأخرى.
وخلال العقد الثاني من القرن الحادي والعشرين، أفيد بأن أساس الرعاية النفسية في كوريا بدأ يتحول من الإقامة طويلة الأمد في المستشفيات إلى الرعاية النفسية المجتمعية،  ومع ذلك، استمرت مدة الإقامة في المستشفيات النفسية في الاتجاه التصاعدي.

### انخفاض معدلات تلقي العلاج
على الرغم من توفّر الأدوية والعلاج في كوريا الجنوبية، فإن تقارير عديدة تشير إلى أن الخدمات النفسية لا يتم الاستفادة منها بالشكل الكافي. وتتيح التغطية الصحية الشاملة التي توفرها الدولة لأغلب الكوريين الجنوبيين إمكانية تحمل تكاليف الأدوية والعلاج من الأمراض النفسية.
في سنة 2017، أفاد تقرير بأن 7% فقط من المصابين بمرض نفسي سعوا للحصول على مساعدة نفسية متخصصة. ووفقًا لمسوح لاحقة، فإن 12.1% من الأشخاص المشخّصين بالأمراض النفسية فقط سعوا للعلاج، بينما بلغت النسبة بين الطلاب 17%.

#### الأسباب
طرحت عدة تفسيرات لمعدل العلاج المنخفض:
إحدى الفرضيات تتعلق بانتشار القيم الكونفوشيوسية، حيث يُنظر إلى طلب العلاج كنوع من فقدان "الوجه" للفرد ولأسرته. كما يقول الأطباء الكوريون إن الثقافة الكونفوشيوسية تُعلي من قيمة الإرادة الفردية والانضباط الذاتي، مما يخلق تحيزًا اجتماعيًا ضد الصحة النفسية. وتشير المبادئ الكونفوشيوسية التقليدية إلى أن الأمراض النفسية ينبغي تحمّلها لا علاجها. وقد أظهرت الدراسات أن الأشخاص الذين تجاوزوا 70 عامًا هم أقل احتمالًا لطلب العلاج مقارنة بمن تتراوح أعمارهم بين 19 و29 عامًا. كما أن النساء أكثر ميلاً لطلب العلاج النفسي مقارنة بالرجال، ويُعزى ذلك إلى أن الرجال لديهم شعور أعلى بالوصمة المرتبطة بالصحة النفسية.
وغالبًا ما يدفع من يلجؤون إلى العلاج تكاليفه نقدًا لتجنّب ظهور سجلات متعلقة بالصحة النفسية في ملف التأمين، خوفًا من الوصمة الاجتماعية. كما تُعيق هذه الوصمة أيضًا قدرة المتعافين من الأمراض النفسية على إعادة الاندماج في المجتمع.
سبب آخر محتمل هو ضعف الوعي بوجود موارد للصحة النفسية. ففي استطلاع أُجري سنة 2021 على الشباب الكوريين الجنوبيين، تبيّن أن 17.4% فقط منهم كانوا يعرفون ما هي الخدمات العلاجية المتاحة.
كما تُشير دراسات إلى أن الآباء غالبًا لا يدركون أعراض الاضطرابات النفسية. وفي إحدى الدراسات، تم اقتراح أن 67% من حالات رفض الآباء والشباب للعلاج يُمكن تفسيرها بعدم الوعي بهذه الأعراض.
ويُعتبر الكوريون الجنوبيون من بين الشعوب التي تعاني من مستويات أعلى من الوصمة الداخلية، أي استبطانهم للأفكار السلبية عن الأمراض النفسية، مما يؤدي إلى ارتفاع معدلات الإصابة وشدة الأعراض.